# Ваља Мориј (Сату Маре)
Ваља Мориј (рум. Valea Morii) насеље је у Румунији у округу Сату Маре у општини Ташнад. Oпштина се налази на надморској висини од 128 m.

## Становништво
Према подацима из 2002. године у насељу је живело 216 становника.

### Попис2002.
| Расподела становништва по националности 2002.‍ | Расподела становништва по националности 2002.‍ | Расподела становништва по националности 2002.‍ | Расподела становништва по националности 2002.‍ | Расподела становништва по националности 2002.‍ |
| --------------------------------------------- | --------------------------------------------- | --------------------------------------------- | --------------------------------------------- | --------------------------------------------- |
|                                               |                                               |                                               |                                               |                                               |
| Румуни                                        | Румуни                                        |                                               | 210                                           | 97,2%                                         |
| Мађари                                        | Мађари                                        |                                               | 6                                             | 2,8%                                          |